# Patricia Blanquer
Pour les articles homonymes, voir Blanquer.
Patricia Blanquer Alcaraz, née le 12 mai 1973 à Alcoi, est une femme politique espagnole membre du Parti socialiste ouvrier espagnol (PSOE).
Elle devient députée de la circonscription d'Alicante en juillet 2012.

## Biographie

### Profession
Patricia Blanquer Alcaraz est titulaire d'une licence en sciences économiques et entrepreneuriales obtenue à l'université d'Alicante, d'un master en gestion d'entreprises et a été professeur associée au département d'investigation de Alcoi.

### Carrière politique
Elle a été conseillère municipale et porte-parole du groupe socialiste à la mairie de Alcoi.
Le 20 novembre 2011, elle est élue députée pour Alicante au Congrès des députés et réélue en 2015 et 2016.